# Semiothisa continuata
Semiothisa continuata là một loài bướm đêm trong họ Geometridae.